# Politikai tiszt

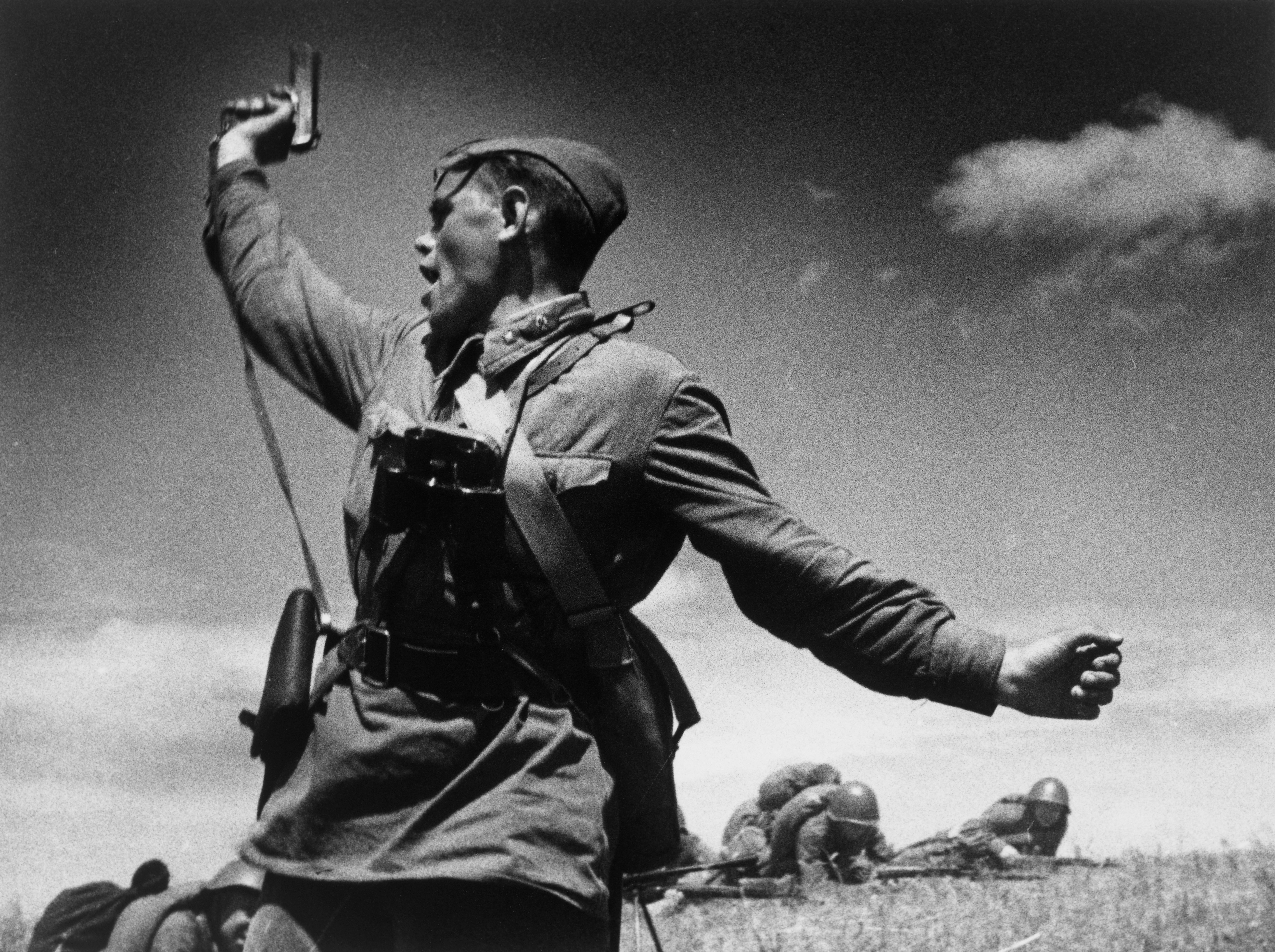
A Rohamra! című, propagandacélokra széles körben használt híres második világháborús fotó egy politikai tisztet ábrázol harc közben (nem sokkal később elesett)

A politikai tiszt (politikai komisszár) a hadsereg egységeinek politikai irányításáért, az uralkodó párt ideológiai irányvonalának érvényre juttatásért, a katonák indoktrinációjáért, harci kedvük fokozásáért felelős katonatiszt.

## Története
A politikai tiszt intézménye először a francia forradalom után, a Francia Forradalmi Hadseregben jelent meg commissaire politique (politikai komisszár) néven. A politikai komisszárok nagy szerepet játszottak a szovjet Munkás-paraszt Vörös Hadseregben és a spanyol polgárháború Nemzetközi Brigádjaiban. A szovjet hadseregben – különböző neveken és szervezeti formákban  – 1918-tól 1991-ig léteztek. Hasonlóképpen voltak politikai tisztek a szovjet befolyás alatt álló szocialista országokban is. A Nemzetiszocialista Németországban 1943 és 1945 között működtek hasonló szerepet betöltő  Nationalsozialistischer Führungsoffizier elnevezésű politikai tisztek.
A Kínai Népi Felszabadító Hadseregben a 21. században is tevékenykednek politikai tisztek.

### Oroszország

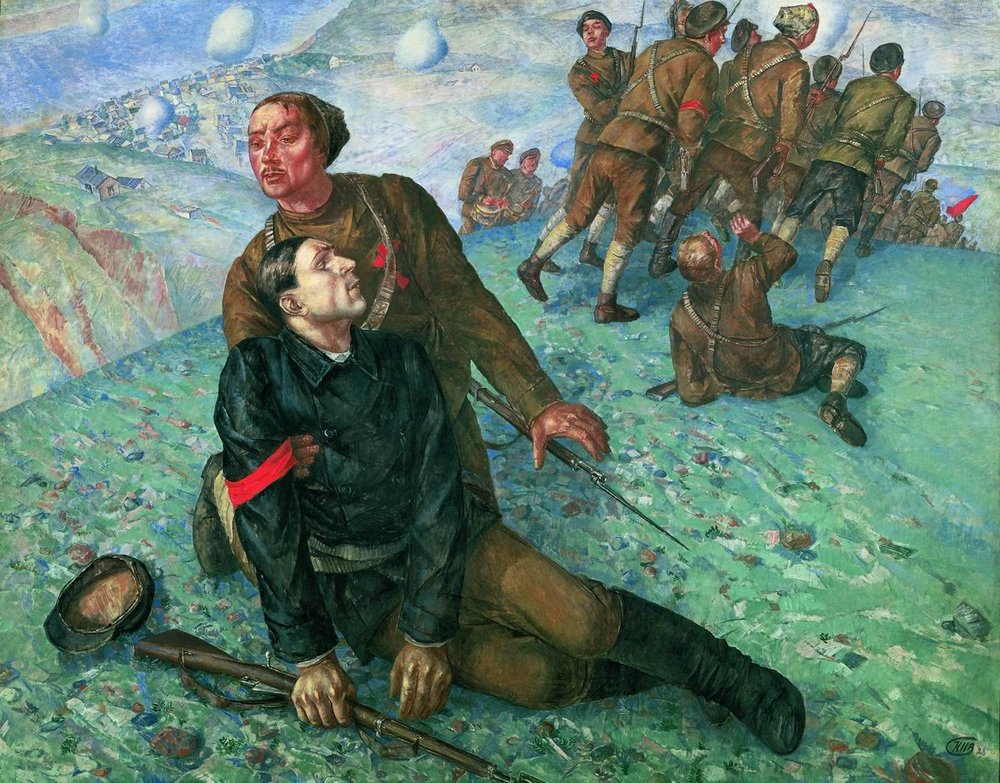
A komisszár halála. Petrov-Vodkin festménye, 1928

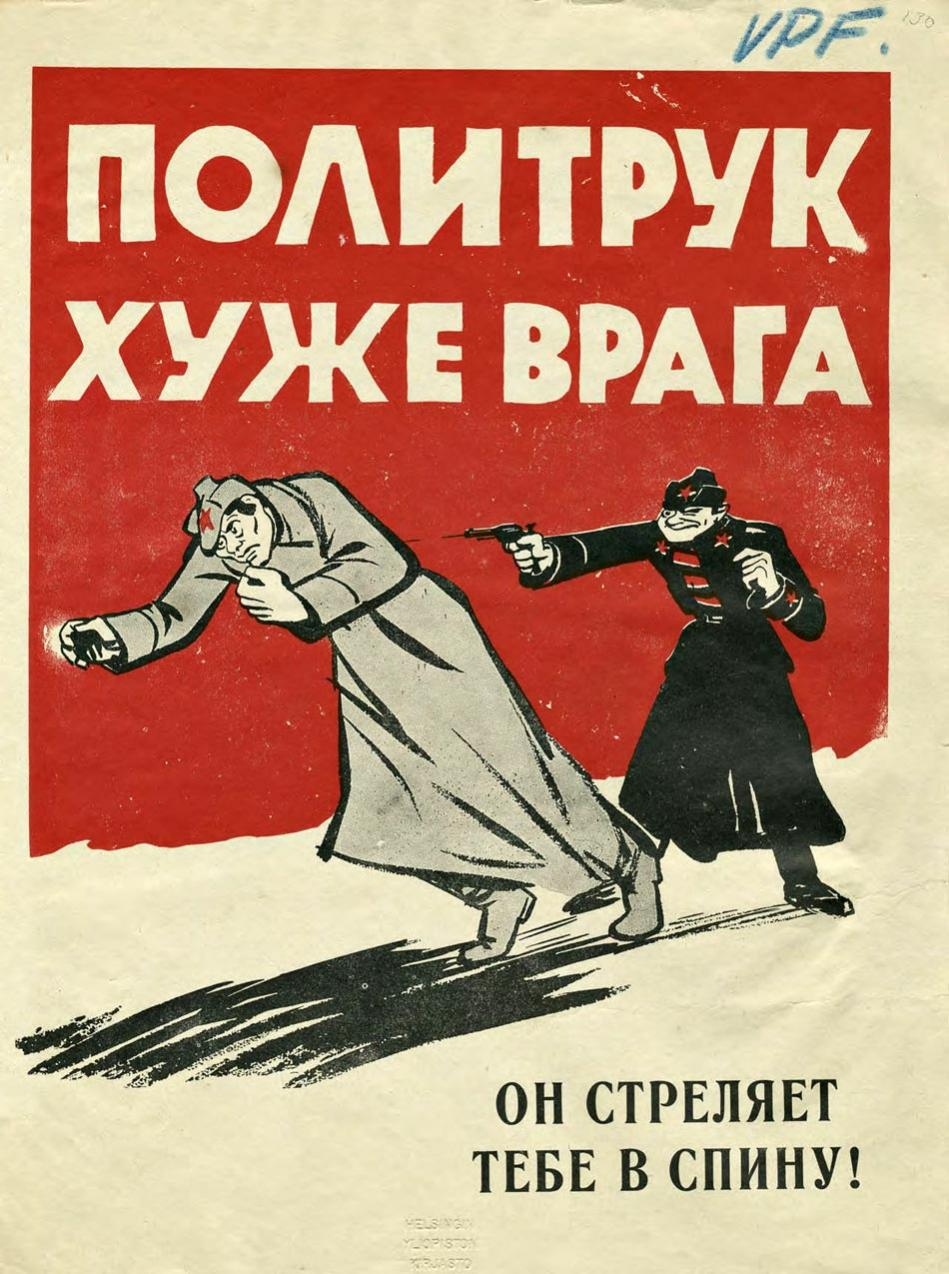
Finn propagandaplakát a téli háború idejéből: A politikai tiszt rosszabb mint az ellenség, hátba lő téged!

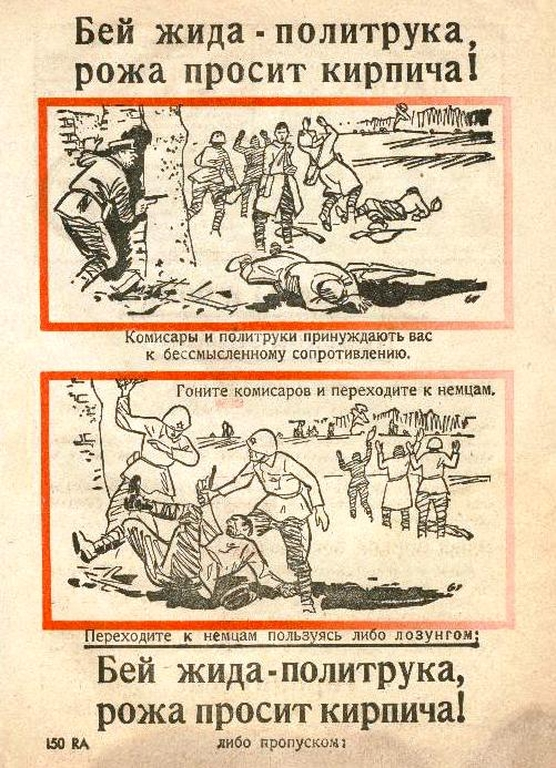
Német propagandaplakát: Üsd agyon a zsidó politikai komisszárt!

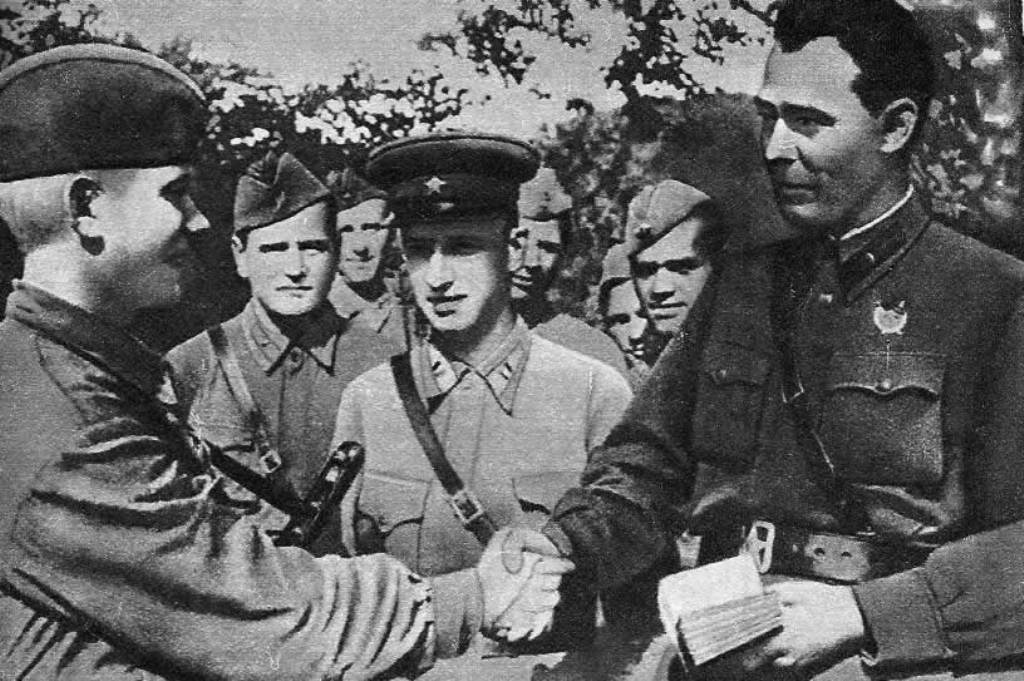
Brezsnyev politikai tisztként párttagkönyvet ad át egy katonának

Az 1917-es februári orosz forradalom után kezdtek megjelenni az orosz hadseregben a politikai komisszárok, akiknek feladata a volt cári tisztek ellenőrzése, lojalitásuk  biztosítása volt..  Az egyik legismertebb vezető komisszár Borisz Viktorovics Szavinkov eszer vezető volt, a bolsevikok későbbi nagy ellenfele..
Az októberi forradalom után rendeletben rögzítették a komisszárok intézményét. 1918. december 5-én létrehozták az Összoroszországi Katonai Komisszárok Irodáját, ami a kommunista párt központi bizottságának utasításai alapján működött. 1919. április 18-án Trockij parancsára létrehozták a védelmi minisztérium szerepét betöltő Forradalmi Katonai Tanács Politikai Osztályát, amely a politikai komisszárok felettes hivatala lett. Májusban ez a szerv a politikai igazgatóság nevet kapta és a lett nemzetiségű Ivars Smilga (oroszul И́вар Тени́сович Сми́лга) vezetése alatt egyben a kommunista párt központi bizottságának katonai osztálya is lett.

A komisszárok, politikai biztosok felügyelték a katonai egységek parancsnokainak tevékenységét és a propagandamunkát. Az alapvető politikai funkciókon túl adminisztratív és gazdasági irányító feladatokat is elláttak. 1920 elejére több mint háromezer komisszár volt a Vörös Hadseregben. Trockij szerint:

„A komisszárok új kommunista szamuráj-rendet alkotnak, akik – rendi kiváltságok nélkül – készek meghalni és a másokat s megtanítanak meghalni a munkásosztály ügyéért”

A Vörös Hadsereg komisszárjai széles körű jogokkal és kiváltságokkal rendelkeztek: részt vettek a műveleti tervek kidolgozásában, a személyzeti döntésekben nem voltak a parancsnok alárendeltjei. Feladatuk továbbra is elsősorban a régi cári tisztek, az úgynevezett katonai szakértők  politikai ellenőrzése volt. Ez a de facto kettős hatalom sok esetben negatív következményekkel is járt, hiszen a rendszerint speciális katonai végzettséggel nem rendelkező komisszárok akadályozták a parancsnokokat az egységek megfelelő irányításában.
A két világháború közötti időszakban a politikai komisszárok–politikai tisztek–politikai munkatársak rendszerét, elnevezését számos alkalommal megváltoztatták, főleg a kettős vezetés ellentmondásai miatt. A sztálini nagy tisztogatás idején ennek a kategóriának a nagy részét is eltávolították a hadseregből. Helyükbe gyorstalpalókon kiképzett pártmunkásokat vonultattak be, a akiknek sem katonai, sem egyéb képzettsége nem volt megfelelő..
A második világháborúban a Vörös Hadsereg kezdeti súlyos kudarcai nyomán 1942 októberében megszüntették az alakulatok kettős vezetését, és ezzel a politikai biztos (komisszár) intézményét, megerősítették az egyszemélyi parancsnoki felelősséget és a politikai munkát az adott parancsnokoknak alárendelt politikai helyettesekre bízták..
A nácik a politikai tisztek intézményét különösen veszélyesnek tartották, ezért Hitler még a Barbarossa hadművelet tervezési szakaszában, az úgynevezett „komisszárparancsban” még a támadás előtt elrendelte a Vörös Hadsereg majdan elfogott politikai biztosainak fizikai megsemmisítését.
A Szovjet Haditengerészet nukleáris fegyvereket hordozó tengeralattjáróin a parancsnokok és a politikai tisztek együttesen voltak felelősek a nukleáris fegyverek indító kódjának használatáért. 
1991 augusztusában Gorbacsov elnöki rendeletben szüntette meg a politikai tisztek intézményét.
Az Oroszországi Föderációban 2002-ben a katonai egyetemeken újraindították a nevelőtisztek képzését a „csapatok (haderő) erkölcsi és pszichológiai támogatása”, „információs nevelőmunka”, „katonai szociális munka” szakirányokon. A pedagógus–pszichológus diplomát szerző első szakemberek 2007-ben léptek szolgálatba. 2007-ben létrehozták a nevelőtisztek napja nevű szakmai ünnepet (szeptember 11.). 
2008-ban az orosz fegyveres erők nagyszabású reformja keretében jelentősen csökkentették a nevelőtisztek számát.

### Magyar Néphadsereg
A Magyar Honvédségben 1945 és 1949 között fennállott nevelőtiszti intézmény helyett
rendszeresítettek politikai tiszti beosztásokat a Magyar Néphadsereg csapatainál és a honvédelmi minisztériumban. A politikai tiszteket a Politikai Főcsoportfőnökség irányította. 1957-ig a politikai tiszteknek alárendelten működtek az alakulatok pártszervezetei is.
A politikai tisztek rendszerét 1953-tól politikai helyettesek váltották fel az egységekben, akik a parancsnokoknak alárendelten működtek.
A Magyar Néphadseregben  a politikai tiszt a szélesebb értelemben vett politikai munkások közé tartozott. Politikai munkás volt a pártpolitikai munka végzésére kinevezett
katona, aki egyben állami és pártfunkcionárius volt. Felelősséget viselt a párt felső szervei határozatainak végrehajtásáért. Katonaként a parancsnokok parancsai és a szabályzatok előírásai szerint tevékenykedett.
A hadseregben a politikai munkásokhoz tartoztak a politikai főcsoportfőnök és alárendeltjei az egész hierarchiában, a katonai tanintézetek társadalomtudományi tanszékeinek oktató állománya, a katonai sajtó munkatársai. Fő feladata az ideológiai nevelő munka volt. A politikai tiszteket az alkalmasnak tartott összfegyvernemi és szaktisztek közül választották ki, illetve minősítették át, és szaktanfolyamokon készültek fel feladataik ellátására.
A politikai tiszti intézmény a magyar hadseregben 1989-ben megszűnt.

### Kínai Népi Felszabadító Hadsereg
A Kínai Vörös Hadseregben 1927-től működtek politikai komisszárok (政治委员).Feladatuk a kommunista ideológia oktatása volt a hadseregen belül, valamint a néphadsereg propagandájának terjesztése kifelé.
A kínai hadseregben minden szinten kettős parancsnoki rendszer létezik, a katonai és a politikai tisztek révén. Általában a katonai vezető az első számú, a politikai tiszt a helyettes szerepét tölti be. A politikai tiszt is kiképzett katona. Történelmileg ezt a szerepet időnként civil politikusokkal is betöltötték, hogy ők is szerezzenek katonai tapasztalatokat. A politikai komisszár felelős a kínai hadseregben a közkapcsolatokért (PR, public relations), a katonák jólétéért, egészségéért, moráljáért, illetve a politikai oktatásukért.

### Kínai Köztársaság (Tajvan)
A tajvani haderőben is létezett a politikai komisszár (政戰官}} posztja. Csiang Csing-kuo, Csang Kaj-sek fia a Szovjetunióban nevelkedett és 1950-től szovjet stílusú katonai vezetést rendszeresített a tajvani hadseregben.

## Fordítás
- Ez a szócikk részben vagy egészben  a   Political commissar című angol Wikipédia-szócikk ezen változatának fordításán alapul.  Az eredeti cikk szerkesztőit annak laptörténete sorolja fel. Ez a jelzés csupán a megfogalmazás eredetét és a szerzői jogokat jelzi, nem szolgál a cikkben szereplő információk forrásmegjelöléseként.
- Ez a szócikk részben vagy egészben  a(z)   Комиссар (в воинском подразделении) című orosz Wikipédia-szócikk ezen változatának fordításán alapul.  Az eredeti cikk szerkesztőit annak laptörténete sorolja fel. Ez a jelzés csupán a megfogalmazás eredetét és a szerzői jogokat jelzi, nem szolgál a cikkben szereplő információk forrásmegjelöléseként.